# Monodelphis handleyi
Monodelphis handleyi és una espècie de didelfimorf de la família dels opòssums que viu al nord-est del Perú. Aquesta espècie és coneguda a partir de vuit exemplars capturats el 1997 i 2003 a la riba est del riu Ucayali a la província de Requena i la regió de Loreto. Amphinectomys savamis també és endèmic d'aquesta zona. L'espècie s'assembla molt a M. adusta i M. ronaldi, però genèticament és el parent més proper de M. osgoodi.
M. handleyi és una espècie de mida mitjana amb el pelatge curt i les potes petites. La part superior del cos és de color marró i la part inferior de color marró-groc. A la panxa hi ha una franja clara. També té una glàndula al coll. La cua curta i marró està coberta d'escates (més o menys 20/cm), de les quals surten sempre tres pèls. La llargada corporal és d'una mitjana de 122,9 mm, la llargada de la cua 69,3 mm i la llargada de les potes posteriors 17,5 mm.
Aquest tàxon fou anomenat en honor del zoòleg i explorador estatunidenc Charles O. Handley.